# Contea di Kalawao
La contea di Kalawao (in inglese Kalawao County; in hawaiano Kalana o Kalawao) è una contea dello Stato delle Hawaii, negli Stati Uniti d'America. È interamente sita sull'isola di Molokai, e il suo capoluogo è il villaggio di Kalaupapa. Si tratta della contea meno estesa degli Stati Uniti (poco meno di 20 km²) e della seconda meno popolata dopo la contea di Loving in Texas (dal censimento nazionale del 2020 risultano appena 82 abitanti). È inoltre la contea più remota nel Paese, data la sua posizione geografica e il numero ristretto degli accessi consentiti a turisti e non residenti.
Storicamente importante centro agricolo e commerciale hawaiano, dalla seconda metà del XIX secolo ospitò una colonia coatta di malati di lebbra, attiva dal 1866 al 1969, che andò a sostituire i precedenti insediamenti. Dopo l'assoggettamento del regno delle Hawaii agli Stati Uniti, nel 1905 fu istituita la contea di Kalawao, soggetta a severe restrizioni per abitanti e visitatori. Grande merito nello sviluppo della contea ebbero i missionari cristiani, tra cui spiccarono san Damiano de Veuster e santa Marianna Cope. Dopo l'abolizione della quarantena perpetua nel 1969, la contea è abitata dai pazienti superstiti e dai loro discendenti. 
Dato il territorio assai impervio e la scarsa popolazione, la contea è amministrata direttamente dallo Stato delle Hawaii tramite il Dipartimento della Salute, con sede principale a Honolulu e un ufficio locale a Kalaupapa. Nella contea è presente anche il Parco nazionale storico di Kalaupapa.

## Etimologia
Kalawao in hawaiano significa "area montuosa", vocabolo molto simile e probabilmente imparentato col termine ka'awale ("isolamento"), in riferimento alla difficile accessibilità della zona. Tuttavia, a partire dal XIX secolo, a causa della sua storia tormentata, la contea è stata chiamata dai nativi anche con molti altri nomi, molti dei quali con connotazioni estremamente negative, come kaumaha nohoi ("profondo dolore"), pilikia ("sofferenza"), ka luakupapaÿu kanu ola ("morte vivente") e  ‘aÿole känäwai ma këia wahi ("luogo senza legge").
La zona è nota anche come Kalaupapa, vocabolo che significa "pianura frondosa".

## Geografia fisica

### Territorio

In diversi colori, i centri abitati riconosciuti dell'isola di Molokai; la contea di Kalawao e la penisola di Kalaupapa spiccano nella sua parte centrosettentrionale

La contea occupa la penisola di Kalaupapa, una formazione di origine lavica nel nord dell'isola di Molokai, originatasi da una delle eruzioni del monte Kamakou, uno dei molti vulcani a scudo hawaiani del complesso di East Molokai e principale rilievo dell'isola, che la formò in tempi geologicamente recenti durante il Cenozoico. La penisola in particolare è ciò che rimane del piccolo vulcano spento Makanalua, formatosi nel tardo Pleistocene, sulla cui cima è presente il cratere di Kauhakō, che in parte ospita un piccolo lago di origine vulcanica.
Dalle creste del Kamakou e delle cime minori circostanti, il territorio di Kalawao digrada velocemente verso il mare, presentando una vegetazione lussureggiante per la fertilità del terreno e la ricchezza d'acqua grazie ai torrenti Waikolu, Wai'ale'a e Waihānau. Il litorale della contea, lungo poco più di 22 km (14 miglia), è racchiuso dalle creste montuose circostanti (nā pali), la cui altitudine media si attesta sui 400 m, rendendo quindi la contea, geograficamente, del tutto isolata. Oltre alla penisola di Kalaupapa, la contea di Kalawao comprende anche le valli di Wai'ale'a e Waikolu, poste più ad est rispetto ad essa. L'isola di Mōkapu, nonostante la prossimità alla penisola di Kalaupapa e la storica appartenenza al territorio di Waikolu, appartiene amministrativamente alla contea di Maui.
Politicamente, il resto dell'isola di Molokai appartiene alla contea di Maui, che circonda completamente Kalawao. La penisola di Kalaupapa ospita l'unica cittadina della contea, Kalaupapa, e i villaggi di Kalawao (che dà il nome alla suddivisione amministrativa), Makanalua e Waikolu, unici centri abitati della zona. Il villaggio di Tliopi'i, menzionato come esistente solo negli anni 1880 sulla costa di Kalaupapa, fu probabilmente poi abbandonato e scomparve del tutto.

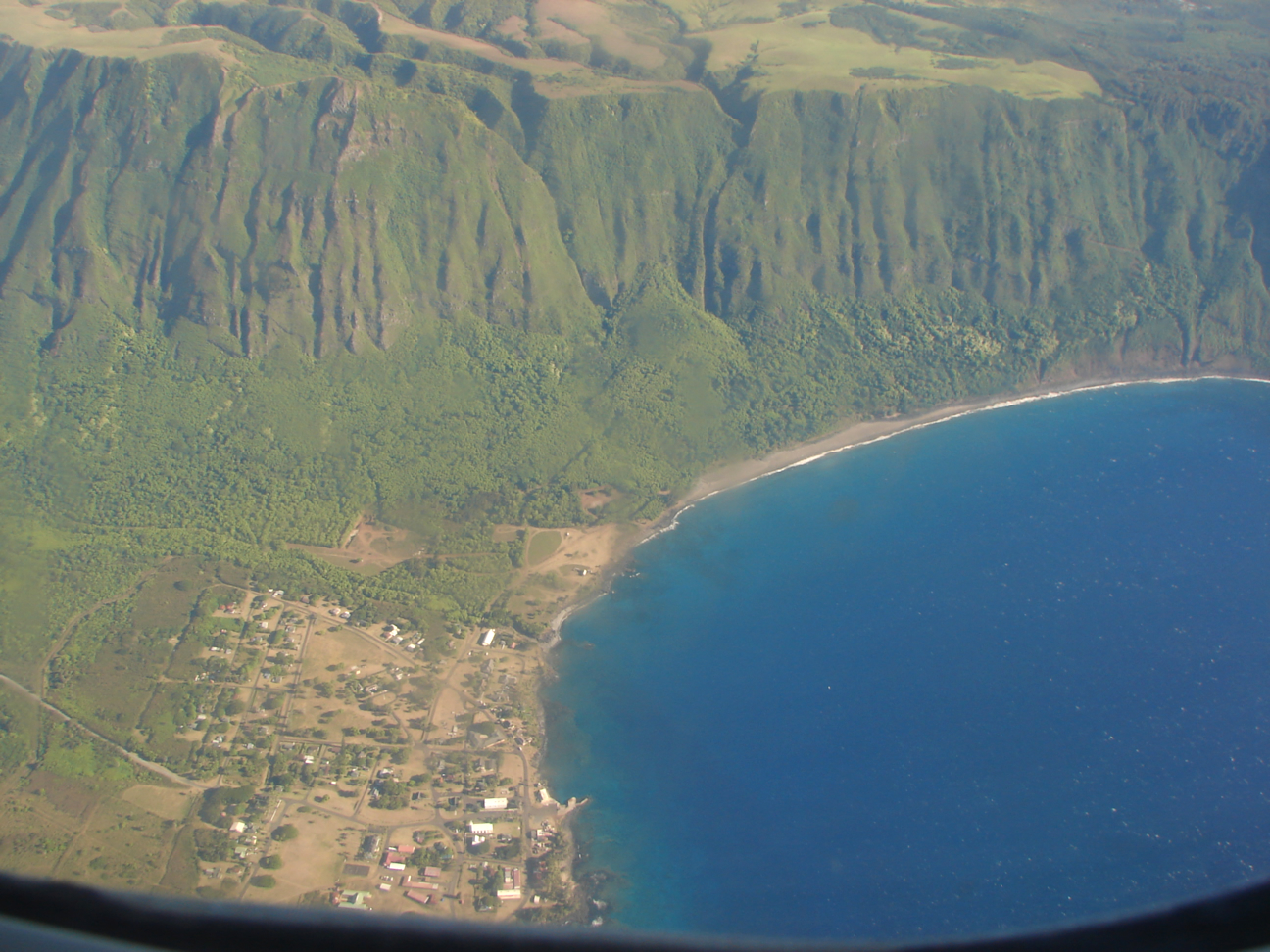
Veduta aerea di Kalaupapa e delle colline che la circondano

La maggior parte del territorio della contea rientra nel Parco nazionale storico di Kalaupapa. L'Ufficio del censimento degli Stati Uniti d'America certifica che l'estensione della contea è di 12 miglia quadrate (poco meno di 20 km²), mentre, comprendendo anche le acque territoriali incluse nei confini amministrativi, la superficie sale a 140 km². Si tratta, quindi, della contea più piccola delle Hawaii.

#### Contee confinanti
Kalawao è limitrofa a ovest, sud ed est alla contea di Maui, mentre a nord si affaccia sull'oceano Pacifico.

### Clima
La contea di Kalawao presenta un clima tropicale, caratterizzato da estati lunghe e umide e inverni miti, con temperature che raramente scendono al di sotto dei 10 °C (50 °F). Le temperature massime possono facilmente superare i 30 °C durante tutto l'anno.
Kalawao presenta precipitazioni abbondanti che, unite all'alto tasso di umidità, favoriscono una vegetazione lussureggiante che ricopre quasi interamente il territorio. Nei mesi invernali le precipitazioni si intensificano (la stagione delle piogge dura indicativamente da novembre a marzo) e la contea, come il resto delle Hawaii, diventa soggetta al passaggio occasionale di uragani che si formano nell'oceano Pacifico. Storicamente, invece, non si è mai registrata la presenza di neve, né a Kalawao né sui rilievi circostanti.
| Kalawao                    | Mesi  | Mesi | Mesi | Mesi | Mesi | Mesi | Mesi | Mesi | Mesi | Mesi | Mesi | Mesi  | Stagioni | Stagioni | Stagioni | Stagioni | Anno  |
| Kalawao                    | Gen   | Feb  | Mar  | Apr  | Mag  | Giu  | Lug  | Ago  | Set  | Ott  | Nov  | Dic   | Inv      | Pri      | Est      | Aut      | Anno  |
| -------------------------- | ----- | ---- | ---- | ---- | ---- | ---- | ---- | ---- | ---- | ---- | ---- | ----- | -------- | -------- | -------- | -------- | ----- |
| T. max. media (°C)         | 25,7  | 25,5 | 25,7 | 26,4 | 27,4 | 28,5 | 28,9 | 29,4 | 29,6 | 29,0 | 27,5 | 26,2  | 25,8     | 26,5     | 28,9     | 28,7     | 27,5  |
| T. min. media (°C)         | 17,9  | 17,8 | 18,2 | 19,0 | 19,8 | 20,9 | 21,5 | 21,8 | 21,8 | 21,3 | 20,3 | 18,9  | 18,2     | 19,0     | 21,4     | 21,1     | 19,9  |
| Precipitazioni (mm)        | 101,6 | 78,7 | 91,4 | 76,2 | 55,9 | 15,2 | 20,3 | 25,4 | 22,9 | 50,8 | 86,4 | 109,2 | 289,5    | 223,5    | 60,9     | 160,1    | 734,0 |
| Giorni di pioggia          | 11,9  | 10,2 | 12,2 | 11,7 | 9,1  | 9,3  | 11,6 | 9,8  | 8,4  | 9,8  | 12,4 | 12,5  | 34,6     | 33,0     | 30,7     | 30,6     | 128,9 |
| Umidità relativa media (%) | 61,9  | 61,6 | 61,3 | 61,4 | 63,0 | 65,0 | 66,8 | 67,8 | 67,4 | 65,0 | 66,0 | 63,4  | 62,3     | 61,9     | 66,5     | 66,1     | 64,2  |

## Ambiente
Anche grazie alla scarsa antropizzazione sperimentata dall'inizio del XX secolo, la biodiversità della contea è molto alta, e a sua tutela è stato istituito il parco nazionale storico di Kalaupapa.

### Flora
Rilievi paleontologici hanno evidenziato come anticamente Molokai e quindi Kalawao fosse ricoperta da palme del genere Pritchardia, dette loulu. Tuttavia l'arrivo dei primi hawaiani nel I millennio portò anche nuove specie animali e vegetali, che si rivelarono presto invasive e dannose per le loulu: infatti il ratto polinesiano si cibava spesso dei semi della pianta impedendone così la riproduzione, mentre altre piante come le palme da cocco e soprattutto il Pandanus tectorius andarono gradualmente a soppiantare la presenza delle palme originarie. Le loulu, vittime anche di un pesante disboscamento, si sono quindi ridotte ad esistere solo sull'isolotto di Huelo, all'estremità orientale della contea, dove si è conservato un habitat molto simile alle Hawaii preistoriche.
Abbondano a Kalawao altre piante caratteristiche della zona come le lobelie del genere Cyanea (in hawaiano haha), alcune specie di Rutaceae (alani), erbe del genere Panicum, l'eliotropio (hinahina) e le Goodeniaceae di genere Scaevola (naupaka), in particolare sulla costa. Sulle ripide montagne nā pali invece prevalgono le Faboideae ('awikiwiki): anche il numero di esemplari appartenenti a questa sottofamiglia è diminuito drasticamente a causa della presenza umana e di specie animali e vegetali invasive; come le loulu sono riuscite a sopravvivere in grandi popolazioni solo sul territorio impervio ed incontaminato delle montagne. Diffuso in tutta Kalawao è invece il Pandanus tectorius, che può crescere sia in basse che in elevate altitudini. Comuni sono anche Metrosideros polymorpha ('ohi 'a), felci e peperomie.

Un tratto del torrente Waikolu, corso d'acqua di Kalawao che sostiene un'alta biodiversità

Nella contea esistono anche particolari microclimi che hanno permesso la sopravvivenza di specie altrimenti estinte. A parte il già citato isolotto di Huelo che sostiene le loulu, grazie alla schermatura che opera dagli agenti atmosferici il cratere di Kauhakō ospita al suo interno alcune rare specie di Polyscias ('ohe makai) ed Erythrina (wiliwili). Attorno al cratere vi sono numerosi tunnel di lava che hanno permesso a molte specie floristiche di sopravvivere all'arrivo di animali invasivi che altrimenti se ne sarebbero cibati fino all'estinzione.

### Fauna
Il cratere di Kauhakō ospita nel suo lago interno, oltre che del fitoplancton, una popolazione di gamberi autoctona, ma essa è stata fortemente danneggiata dall'eruzione limnica che interessò il cratere nel 2011.
Il torrente Waikolu, che forma l'omonima valle, è l'unico corso d'acqua perenne di Kalawao, e per questo nelle sue immediate vicinanze la biodiversità è altissima. Il torrente ospita un pesce caratteristico, un ghiozzo, poi gamberi e chiocciole. La popolazione di uccelli è anch'essa numerosa, e tra le specie comuni vi sono Chlorodrepanis virens ('amakihi), Himatione sanguinea ('apapane) e Drepanis coccinea ('i'iwi).
Nel corso del tempo le diverse ondate migratorie sperimentate dalla zona hanno introdotto numerose specie aliene. La prima fu il maiale, importato dagli antichi hawaiani, mentre in seguito gli europei introdussero cavalli, cervidi e bovini (anche se questi ultimi, con la scomparsa dell'allevamento dalla contea, sono a loro volta fortemente diminuiti).

## Storia

### Antica società hawaiana
L'isola di Molokai e con essa Kalawao vennero colonizzate dai nativi hawaiani in una data imprecisata tra la fine del I millennio e l'inizio del II millennio d.C., difficile da calcolare con certezza; gli insediamenti più antichi si trovano nella valle di Waikolu, e risalirebbero a circa il 1100 d.C. Datazioni al radiocarbonio su alcuni reperti indicherebbero una possibile presenza umana già attorno al IX secolo. Resti umani rinvenuti sul monte Makanalua e in particolare sul fondo del cratere di Kauhakō indicano che il sito fu lungamente usato come luogo di sepoltura.
Dal XIII secolo in poi gli antichi abitanti di Kalawao cominciarono a praticare un'agricoltura piuttosto sviluppata, praticando il debbio ed erodendo così la foresta pluviale di Kalaupapa al fine di ottenere terreno coltivabile. Poterono così costruire numerosi terrazzamenti e sfruttare le cascate e i torrenti che scendevano dal Kamakou e dal Makanalua per l'irrigazione. Le coltivazioni più diffuse erano il taro e la patata dolce, tuberi alla base dell'antica dieta hawaiana assieme al pesce. Era diffuso anche l'allevamento del maiale, mentre bovini ed equini giunsero solo nel XIX con l'arrivo degli occidentali. Storicamente la zona era dominata dai villaggi di Makanalua e Kalawao, tanto che fu quest'ultimo a dare il nome alla futura contea; tra i due villaggi esiste il Grande Muro di Kalaupapa, eretto all'inizio del XIX secolo per dividere le zone di influenza dei due insediamenti.
Attorno al 1730 (data ottenuta tramite lo studio della tradizione orale hawaiana) venne costruito sulla penisola il tumulo di Makapulapai, complesso funerario che costituisce la più antica costruzione ancora esistente nella contea. Attorno al 1835 giunsero a Kalawao i primi missionari protestanti, convertendo parte dei locali alla nuova fede, mentre nel 1839 una piccola missione cattolica fu stabilita sulla penisola di Kalaupapa. Durante la corsa all'oro californiana, tra il 1849 e il 1851 le esportazioni di Kalawao verso gli Stati Uniti aumentarono drasticamente, rifornendo le comunità di minatori di patate dolci e arricchendo notevolmente i coltivatori. Le esportazioni della zona comprendevano anche una particolare fibra tessile vegetale detta kapa e sale fino. Dal 1851 sorsero le prime chiese sulla penisola di Kalaupapa, una per ogni confessione presente (le più importanti erano allora quella cattolica e quella calvinista); di queste rozze costruzioni, di legno e pietre, rimangono solo pochi ruderi.

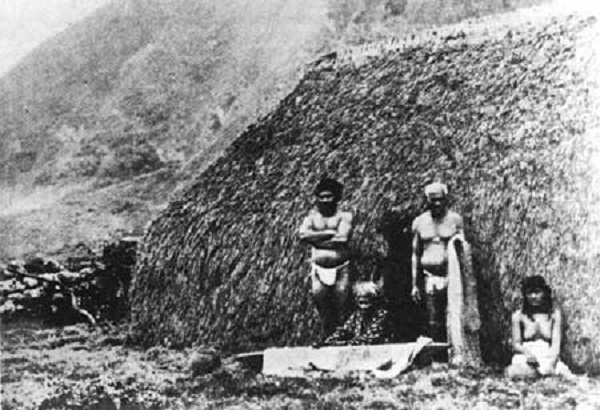
Alcuni kama'āina, abitanti originari di Kalawao, prima della loro cacciata (1884 circa)

### Fondazione del lebbrosario
All'inizio del XIX secolo nel Regno delle Hawaii comparve una nuova malattia, la lebbra. Non è noto come il morbo giunse sull'arcipelago, ma secondo Ambrose Hutchinson, sovrintendente statunitense della fine del secolo, la causa era da ricondursi all'immigrazione cinese: nello specifico, ricondusse l'inizio dell'epidemia al regno di Kamehameha III (1825-1854), quando un cuoco cinese già infetto entrò al servizio di un capo locale hawaiano, diffondendo così la lebbra in tutte le isole. Altro vettore di diffusione potrebbero essere stati i lavoratori cinesi assunti in massa nelle piantagioni hawaiane di canna da zucchero. Secondo un'altra ipotesi, la malattia arrivò sull'arcipelago a causa della sua entrata sulle rotte commerciali mondiali, attirando così navi ed equipaggi provenienti da tutto il mondo. Infine, sono sospettati di aver importato la malattia anche i capi politici hawaiani, che all'inizio del XIX secolo viaggiavano spesso all'estero e che potrebbero quindi aver contratto il morbo durante uno di essi, contagiando in seguito le proprie famiglie.
Comunque fosse giunta, la lebbra si propagò velocemente per il regno. Nel regno di Kamehameha IV delle Hawaii (1855-1863) la malattia fu soggetta a tabù e ufficialmente ignorata dalle autorità, ma infine la situazione sanitaria divenne troppo grave, e nel 1865 re Kamehameha V delle Hawaii adottò provvedimenti drastici per arginare la diffusione della lebbra. Il sovrano ordinò rigide quarantene e confische massive dei beni dei malati, e data la sua inaccessibilità designò Kalawao come luogo d'esilio perpetuo per gli infetti, rendendo la zona un enorme lazzaretto a cielo aperto. Kamehameha dispose che una parte degli abitanti di Kalawao si trasferisse altrove per lasciare spazio ai lebbrosi, ma in realtà quest'ultimi erano praticamente lasciati a loro stessi con un'assai alta probabilità di morire entro breve tempo dal proprio arrivo.
Il lebbrosario di Kalawao venne ufficialmente fondato nel 1866 con l'arrivo di 150 malati, rimanendo operativo fino al 1969 e accogliendo in un secolo oltre 8 000 pazienti. Nel 1873 ospitava già 438 pazienti, senza contare gli accompagnatori. Nel 1881 la zona venne visitata per la prima volta da un sovrano delle Hawaii, la principessa ereditaria e futura regina Lili'uokalani, mentre nel 1884 fu il turno nuovamente di Lili'uokalani e della regina consorte Kapiolani. Nel 1890, dato il deteriorarsi della situazione a Kalawao, venne fondata la nuova cittadina di Kalaupapa per permettere ai residenti originari rimasti di vivere separati dai lebbrosi. La situazione amministrativa di Kalawao rimase inalterata dopo l'assoggettamento del Regno delle Hawaii agli Stati Uniti d'America nel 1893, e le autorità statunitensi subentrarono nella gestione del lebbrosario.

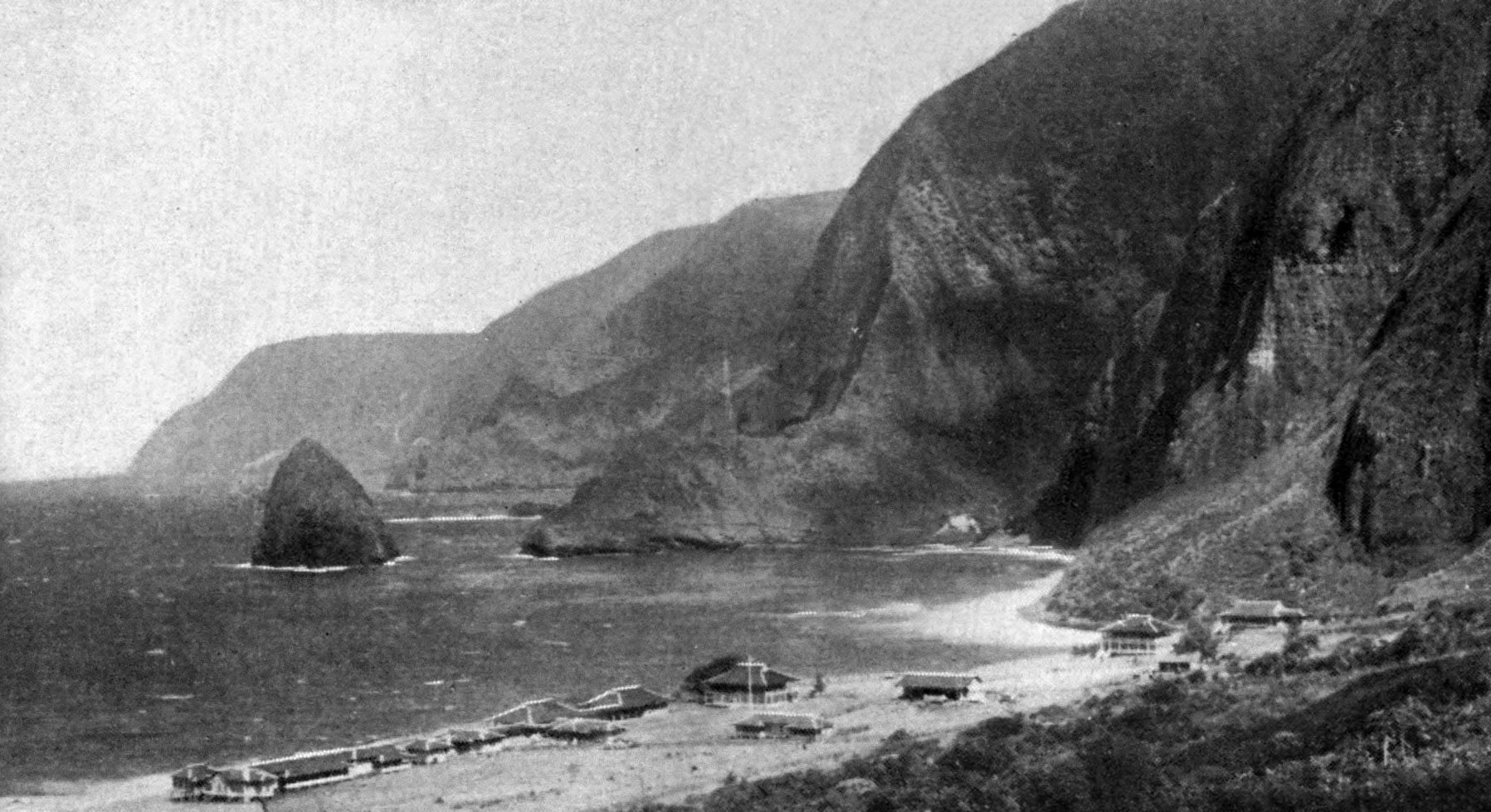
Il lebbrosario federale di Kalawao (1907)

Le condizioni sanitarie della colonia erano pessime, tanto che nel trentennio 1866-1897 su 5 400 ingressi si contarono più di 4 000 morti. Lamentele sulla malagestione del lebbrosario si ebbero fin dalla sua fondazione, e molte famiglie hawaiane preferivano nascondere i propri parenti contagiati piuttosto che condannarli alle sofferenze del sanatorio di Kalawao. Spesso il trattamento riservato ai malati all'interno del lebbrosario era crudele e inumano: per prevenire la diffusione della malattia i pazienti di solito vivevano in stretto isolamento, e persino le famiglie venivano separate. Di solito la segregazione coatta a Kalawao si applicava indistintamente agli hawaiani di qualsiasi ceto e origine, tanto che diversi occidentali e persino un membro della famiglia reale isolana vi furono internati; la corruzione era comunque diffusa tra i guardiani, e i pazienti più abbienti potevano andarsene impunemente corrompendoli. Negli anni 1890 risiedevano a Kalawao più di mille lebbrosi, circa il 2% dell'intera popolazione hawaiana.
Durante l'esistenza del lebbrosario si distinse comunque l'attività dei missionari cristiani di tutte le confessioni, i quali si occupavano dei malati e che in gran numero contrassero a loro volta la lebbra rimanendone vittime; tra essi spiccarono il belga Damiano de Veuster, morto nel 1889, e la statunitense Marianna Cope, morta nel 1918, entrambi cattolici poi proclamati santi da papa Benedetto XVI per le loro attività missionarie e assistenziali, così come il loro aiutante Joseph Dutton, secolare francescano e servo di Dio. Anche i congregazionali e i mormoni inviarono missionari a Kalaupapa, e il convertito mormone Jonathan Napela divenne sovrintendente della colonia nel 1873. Grazie agli sforzi di padre Damiano, a partire dal 1873 le condizioni sanitarie del lebbrosario migliorarono notevolmente, e i re hawaiani successori di Kamehameha V Lunalilo e Kalākaua elargirono importanti donazioni al territorio di Kalawao.

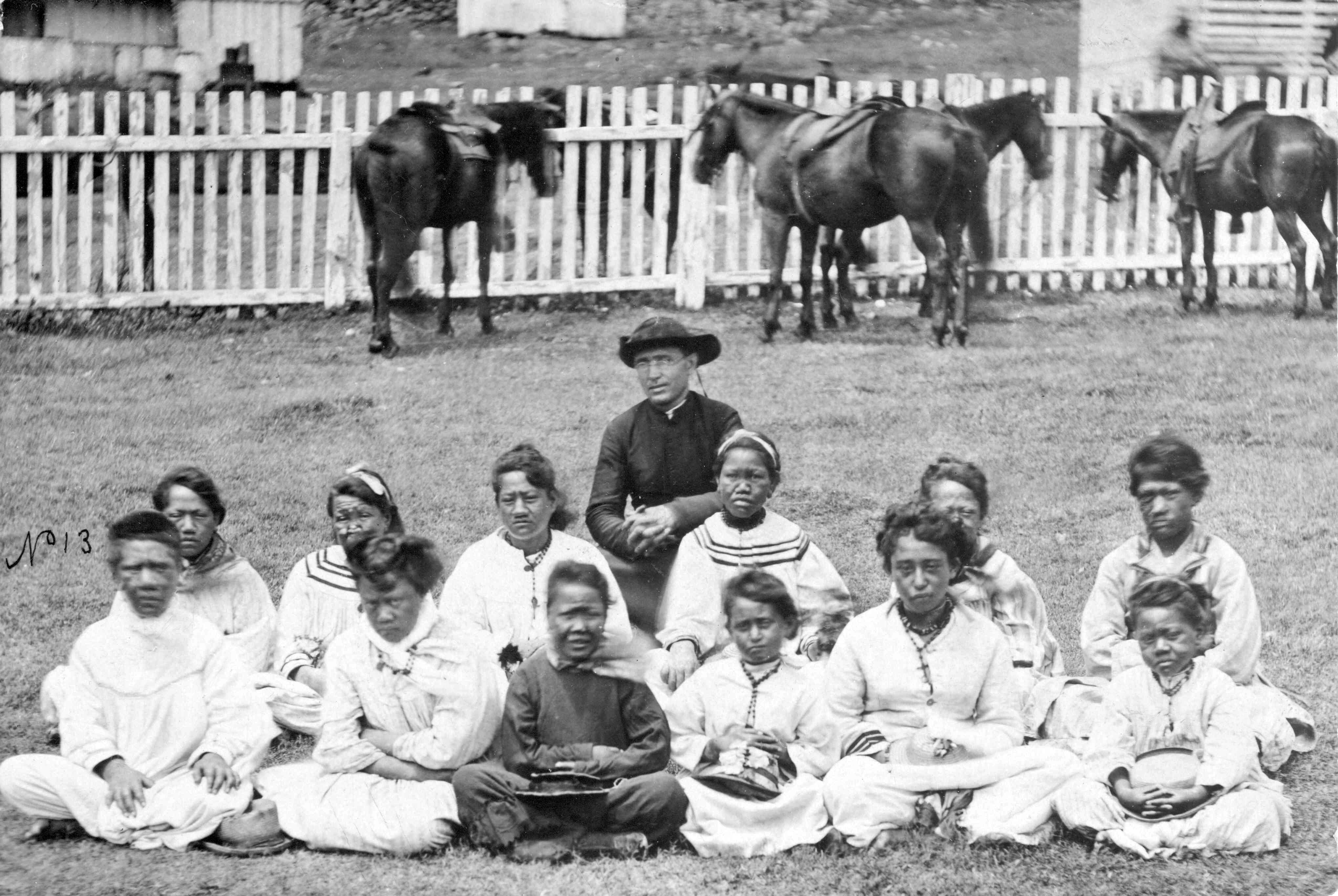
Padre de Veuster assieme ad alcune ragazze contagiate dalla lebbra (1878 circa)

### XX secolo
A partire dal 1894 le autorità statunitensi decisero di dedicare Kalawao alla sola residenza dei malati, e vennero adottati provvedimenti per favorire la migrazione o l'espulsione degli abitanti originari. Gli indigeni di Kalawao, detti kama'āina, cercarono di opporsi alla volontà del governo coloniale, ma senza successo, e dovettero subire pesanti discriminazioni e confische, soprattutto se responsabili o anche solo sospettati di collaborare coi lebbrosi. Gli ultimi nativi di Kalawao furono infine espulsi tra la fine del 1894 e l'inizio del 1895, eradicando così completamente l'originale comunità locale.
La contea di Kalawao venne ufficialmente fondata nel 1905, con l'approvazione del County Act da parte dell'amministrazione statunitense, che divise le isole Hawaii nelle cinque contee attuali. Data la situazione sanitaria locale, l'amministrazione fu adamantina nel mantenere Kalawao indipendente dalla confinante contea di Maui, definendone in maniera alquanto precisa i confini negli Statuti delle Hawaii e decretandone anche l'immunità dalle future revisioni degli Statuti stessi, favorendone quindi il mantenimento perpetuo. Con l'istituzione della contea cominciò una massiccia opera di costruzione e miglioramento delle condizioni igienico-sanitarie: nel 1909 a Kalaupapa venne costruito un ospedale, venne realizzato un acquedotto che convogliava verso la cittadina le acque del torrente Waikolu e venne eretto un faro sulla punta settentrionale della penisola di Kalaupapa. Dal 1909 al 1913 fu attiva anche una stazione per la ricerca sperimentale sulla lebbra, al fine di studiarne nuovi trattamenti. La stazione venne tuttavia presto chiusa per mancanza di volontari su cui sperimentare, come già accaduto ad un precedente tentativo del governo americano tra il 1898 e il 1900. I matrimoni tra pazienti divennero frequenti, portando così alla nascita di nuovi nativi di Kalawao; i figli dei malati della contea erano comunque separati dalle famiglie e dati in adozione per impedire un loro contagio. All'inizio degli anni 1930 venne costruito un piccolo aeroporto a Kalaupapa per permettere migliori comunicazioni col governo delle Hawaii, che era altrimenti costretto ad affittare speciali piroscafi che si fermassero ad alcune miglia al largo di Kalawao.
Il 1º aprile 1946 la contea, come il resto delle Hawaii, fu investita dallo tsunami che si propagò per l'oceano Pacifico in seguito al violento terremoto occorso nelle Isole Aleutine. I danni esatti causati a Kalawao non sono noti, ma è riportato che vi furono molti dispersi e che il cimitero del lazzeretto fu molto danneggiato, con la distruzione di numerose tombe e quindi con la perdita della memoria di molti pazienti deceduti. Dal 1947 l'ex-governatore territoriale delle Hawaii Lawrence M. Judd, che già durante il suo mandato (1929-1934) aveva favorito il mantenimento e lo sviluppo della colonia sanitaria, divenne sovrintendente residente di Kalawao, riformando la gestione del lebbrosario e introducendo nuove terapie a base di solfoni, che si dimostrarono fortemente efficaci nel ridurre l'impatto della malattia e soprattutto la sua contagiosità. Grazie alle innovazioni di Judd, la rigida politica di isolamento di Kalawao poté gradualmente essere abolita, e la qualità di vita della zona aumentò drasticamente. La contea cominciò ad essere più accessibile al mondo esterno, e fu visitata da numerose celebrità come Shirley Temple, John Wayne e la famiglia von Trapp, che si esibirono per i pazienti.

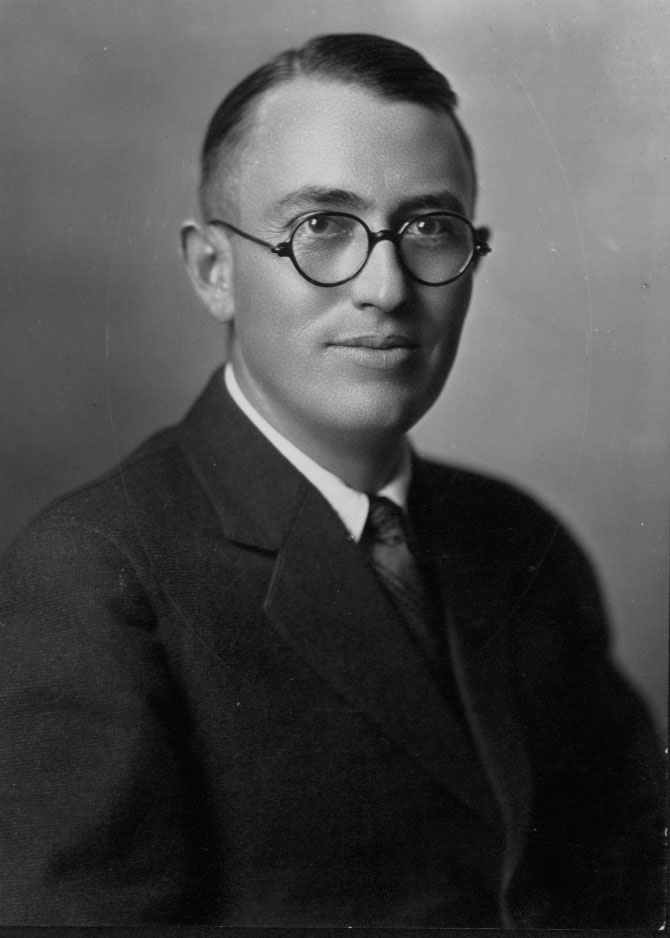
Lawrence M. Judd, governatore territoriale delle Hawaii tra il 1929 e il 1934 e sovrintendente residente di Kalawao dal 1947 al 1953, le cui riforme portarono infine all'abolizione del lebbrosario

### Storia recente e futuro della contea
Il lebbrosario fu infine chiuso nel 1969 quando, grazie alle innovazioni mediche introdotte, ormai la lebbra era quasi scomparsa dalle Hawaii, non giustificando più quindi la sua esistenza. Da allora fu tolta la quarantena perpetua ai residenti, fino ad allora costretti a rimanere a vita a Kalawao; nonostante l'obbligo di continuare le cure contro la malattia, agli abitanti fu da allora permesso di trasferirsi altrove. Ad alcune decine di ex-pazienti fu comunque concesso di rimanere a vivere a Kalawao, ma non è invece possibile trasferirsi nella contea dal resto degli Stati Uniti. Nel 1976 fu istituito il Parco nazionale storico di Kalaupapa per tutelare l'ambiente della contea, ufficializzato nel 1980 tramite apposito decreto dal presidente degli Stati Uniti d'America Jimmy Carter. Su iniziativa dei senatori Ed Case, Daniel Akaka e Mazie Hirono, nel 2009 il presidente Barack Obama approvò il Kalaupapa Memorial Act, col quale il governo statunitense porse le proprie scuse ai pazienti ancora in vita per i trattamenti inumani del lebbrosario, commissionando anche la costruzione di un monumento in memoria dei malati della contea.
Dal settembre al dicembre 2011 il cratere di Kauhakō è stato soggetto a un'improvvisa e prolungata eruzione limnica; l'evento, benché contenuto e non rischioso per i residenti della contea, ha completamente spazzato via la biomassa che abitava il lago, sterminando le locali popolazioni di gamberi e fitoplancton. L'11 dicembre 2013, poco lontano dall'aeroporto di Kalaupapa, si è verificato un incidente aereo nel quale ha perso la vita Loretta Fuddy, allora capo del Dipartimento della Salute delle Hawaii e sindaco di Kalawao, che si era appena recata nella contea per un incontro con gli abitanti.
Il futuro di Kalawao è incerto. Non essendo permessi trasferimenti di nuovi residenti, nel prossimo futuro è assai probabile una costante riduzione di abitanti fino al completo spopolamento della contea. Lo Stato delle Hawaii prevede allora di estendere il Parco nazionale storico di Kalaupapa a tutta la superficie di Kalawao, cancellando di fatto l'esistenza della contea. Le autorità prevedono quindi di rimuovere le restrizioni di accesso vigenti a Kalawao per permettere un maggior afflusso di turisti, ma gli abitanti di Molokai sono in parte contrari poiché temono la nascita di un turismo di massa dannoso per l'ambiente isolano. La diocesi di Honolulu si è invece detta favorevole alla futura apertura di Kalawao al fine di promuovere il culto dei santi Damiano e Marianna.
Nel febbraio 2025, data l'ormai esigua consistenza numerica dei pazienti originari sopravvissuti, il governo delle Hawaii ha approvato due risoluzioni, l'House Bill 1113 e il Senate Bill 1432, che stabiliscono la cessazione della contea di Kalawao a un anno dalla morte dell'ultimo paziente residente, e la conseguente annessione di Kalaupapa alla contea di Maui. Al posto della contea sarebbe quindi stabilita la Kalaupapa State Historical Area, in modo da conservare la cittadina come un museo a cielo aperto all'interno del parco nazionale storico.

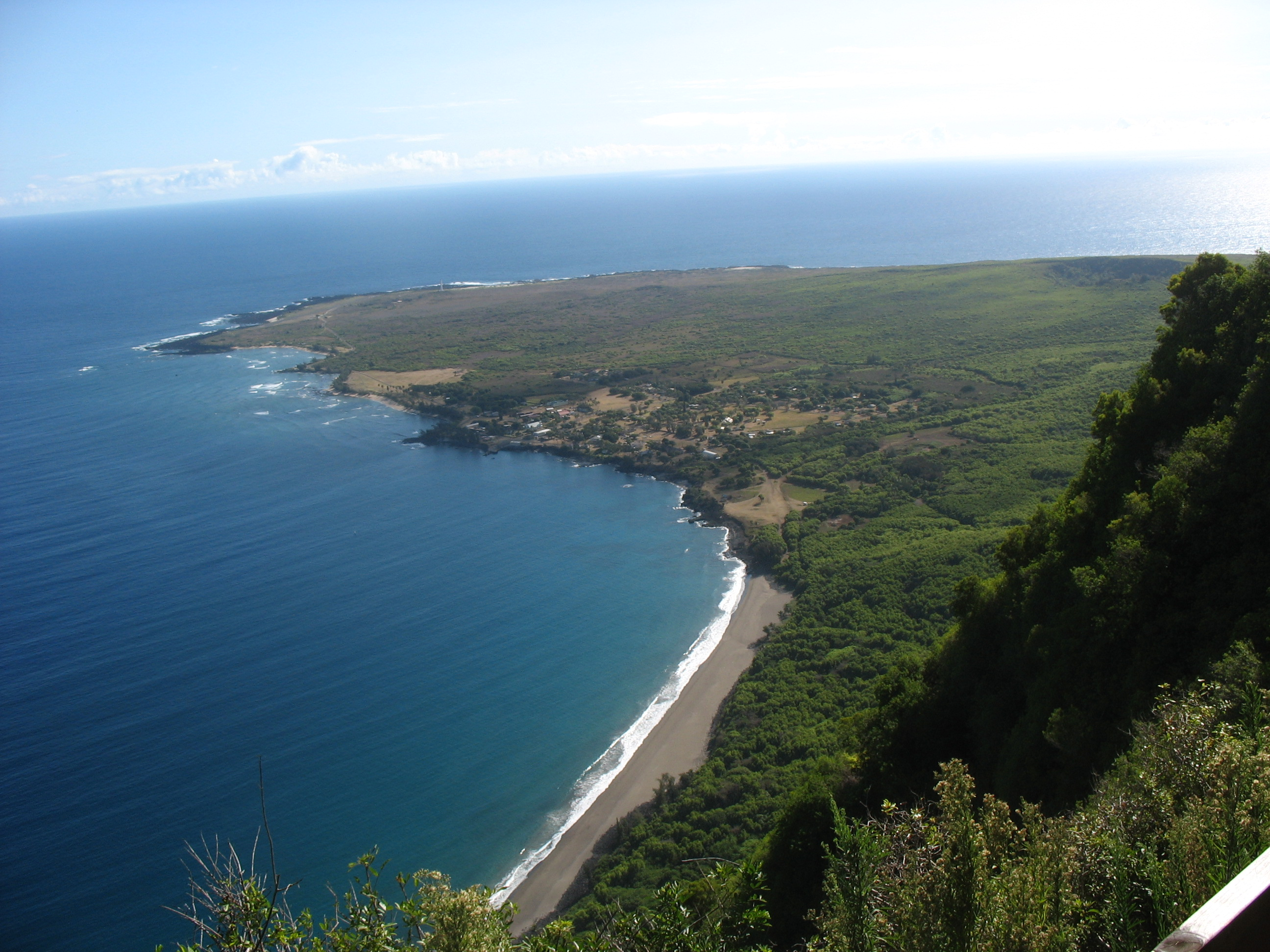
Veduta della penisola di Kalaupapa, con l'omonima cittadina al centro

## Monumenti e luoghi d'interesse

### Architetture religiose

#### Protestanti

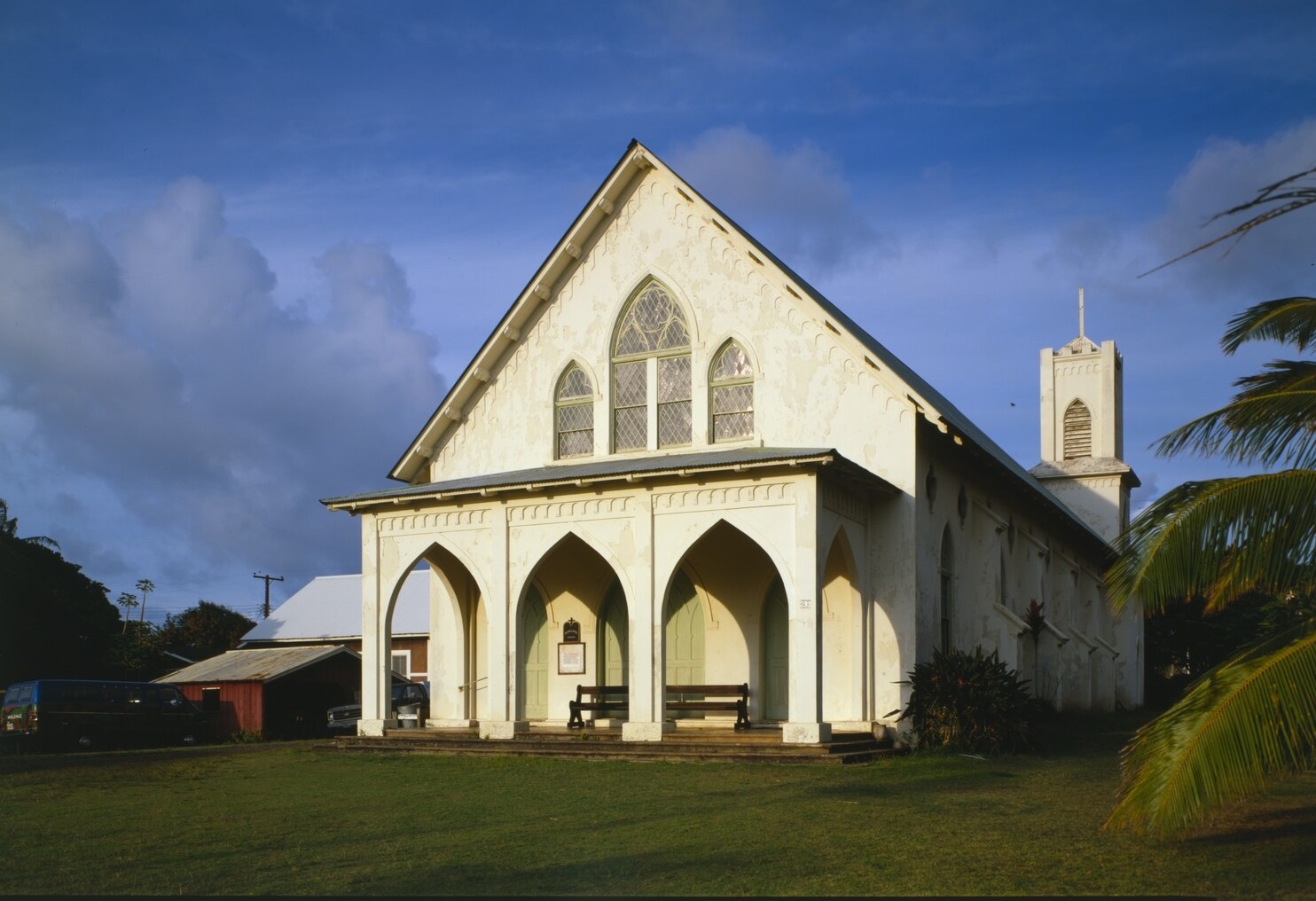
Facciata della chiesa di San Francesco a Kalaupapa

Chiesa calvinista di KalawinaSi tratta della chiesa più antica di Kalawao, eretta in piccola parte già nel 1839 e completata negli anni 1850. Edificio costruito in legno e pietre, era riservato al culto degli originali residenti della contea, e dalla fine del XIX secolo venne sconsacrato e utilizzato per varie mansioni non-religiose, quali prigione, emporio, rimessa d'auto e infine magazzino.
Chiesa della Sorgente Curativa di SiloamaCostruita nel 1871 quasi interamente in legno e riservata ai pazienti del sanatorio di credo protestante, la chiesa di Siloama soppiantò in breve tempo quella di Kalawina come principale luogo di culto, ospitando anche una cappella per i mormoni. Abbandonata alla fine degli anni 1920 dato il trasferimento della maggior parte dei fedeli da Kalawao a Kalaupapa, fu restaurata dopo la seconda guerra mondiale grazie all'opera della reverenda Alice Kahokuoluna; demolita e ricostruita per motivi di sicurezza nel 1966, è tornata ad essere un luogo di culto frequentato.
Chiesa calvinista di Kanaana KouSorta nel 1915 a Kalaupapa come sussidiaria della chiesa di Siloama, costituisce un notevole esempio di tipica architettura hawaiana.

#### Cattoliche
Chiesa di Santa Filomena o chiesa di DamianoCostruita come una cappella nel 1872, fu il primo edificio religioso cattolico di Kalawao. Fu significativamente ampliata da padre Damiano, motivo per cui è nota anche come "chiesa di Damiano". Presenta uno stile peculiare, fondendo le semplici strutture lignee dell'architettura hawaiana col gusto neoclassico, presentando al suo interno un colonnato in stile corinzio. Non è più officiata con continuità ma solo il 15 aprile di ogni anno, ricorrenza di san Damiano de Veuster, mentre negli altri giorni è visitabile dai turisti. Accanto alla chiesa si trova il principale cimitero di Kalaupapa, dove sono site migliaia di tombe di pazienti (molte senza nome) e quelle di padre Damiano e di numerosi missionari morti a Kalaupapa.
Chiesa di San FrancescoCostruita all'incirca negli anni 1890, nel 1897 fu distrutta da un incendio e successivamente ricostruita in stile neogotico. È la chiesa più grande di tutta Molokai, così come l'unica costruita in cemento, e per questo a volte non è considerata di grande valore artistico.

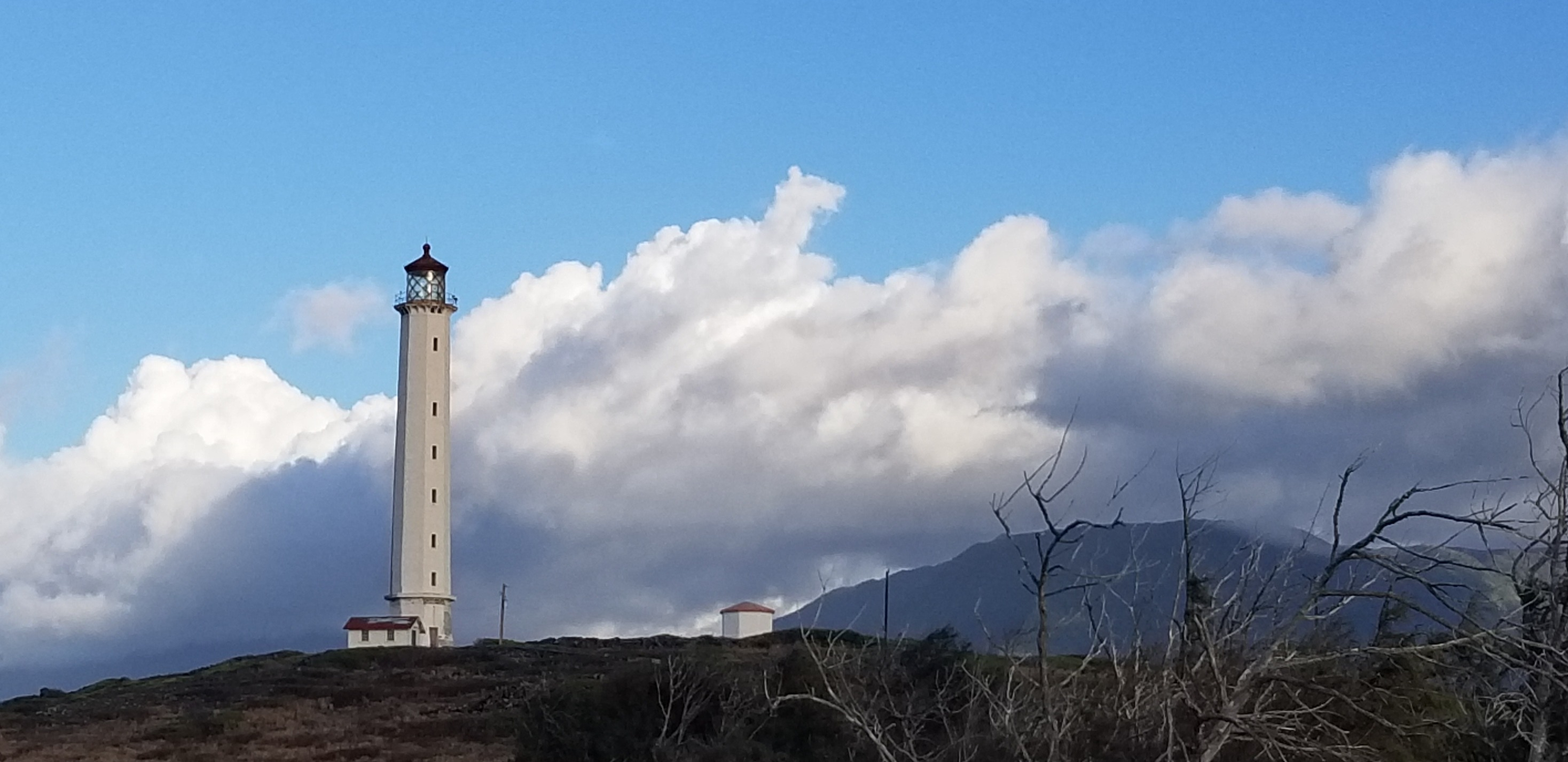
Il faro di Kalaupapa

### Altri
CimiteriOltre a quello principale di Santa Filomena, sparsi per la contea si trovano numerosi altri cimiteri di dimensioni variabili, che ospitano le sepolture di numerosi malati di lebbra, molte delle quali ormai non più identificabili. Lasciati in stato di semi-abbandono, sono oggi per la maggior parte reclamati dalla natura e semi-nascosti nella foresta pluviale di Kalawao.
Faro di Kalaupapa e relitto del KaalaSulla punta settentrionale della penisola è presente il faro di Kalaupapa, costruito nel 1909 come ausilio alla navigazione. Non lontano dal faro, sommerso nelle acque basse, giace il relitto del Kaala, una nave affondata davanti a Kalawao nel 1932; una parte della struttura della nave fu riutilizzata dai residenti come materiale da costruzione, mentre ciò che resta della sala macchine e dei motori è ancora visibile sotto la superficie del mare.

## Società

### Evoluzione demografica
Storicamente non risulta siano stati effettuati censimenti ufficiali a Kalawao prima del XX secolo. Una stima molto approssimativa è stata ottenuta tramite ricerche storiche sui kama'āina residenti nella prima metà del XIX secolo, calcolati tra i 1 000 e i 2 700 individui. Per i missionari cattolici presenti in zona, nel 1841 a Kalaupapa risiedevano circa 700 persone. L'istituzione del lebbrosario portò ad un rapido e drastico calo del numero dei nativi, che secondo stime nel 1873 erano crollati a meno di 100 residenti.
Con la scomparsa dei kama'āina, il numero dei pazienti del lebbrosario divenne a tutti gli effetti anche quello degli abitanti. Il primo conteggio ufficiale fu condotto nel 1890, registrando 1213 pazienti, picco massimo di abitanti di Kalawao. Di seguito l'evoluzione dei residenti nel corso del XX secolo e dell'inizio del XXI.
Abitanti censiti della contea di Kalawao

### Organizzazione politica

#### Governo
Kalawao non elegge i propri governanti come normalmente avverrebbe secondo il diritto statunitense; la contea dipende infatti dal Dipartimento della Salute hawaiano, che nomina un apposito sceriffo. Il direttore del Dipartimento della Salute quindi serve tecnicamente anche da sindaco de facto di Kalawao.

#### Risultati elettorali
Nella contea di Kalawao storicamente hanno prevalso le preferenze per il Partito Democratico. Nelle elezioni presidenziali negli Stati Uniti d'America del 2016 il repubblicano Donald Trump ha ricevuto un singolo voto, arrivando al terzo posto dietro la democratica Hillary Clinton (14 preferenze) e la verde Jill Stein (5 voti), rendendo Kalawao l'unica contea americana dove il Partito Verde è riuscito ad avere una percentuale di voti (25%) più alta dei repubblicani. Alle elezioni presidenziali del 2020 Trump ha ricevuto nuovamente un solo voto, venendo battuto nella contea da Joe Biden con 23 preferenze.
Nelle successive elezioni presidenziali del 2024 i democratici hanno nuovamente vinto a Kalawao, tuttavia con un margine più ridotto: 15 voti per Kamala Harris contro i 3 di Donald Trump, risultato vincitore dell'elezione. Inoltre, benché tradizionalmente democratici, in quest'occasione i residenti di Kalawao si sono dimostrati socialmente conservatori, respingendo per 8 voti a 7 l'emendamento che puntava ad abrogare la facoltà del governo delle Hawaii di limitare il matrimonio tra persone dello stesso sesso (poi comunque passato con successo grazie ai voti delle altre contee isolane).

## Geografia antropica
Kalaupapa
     Makanalua
     Kalawao
     Waikolu

### Suddivisioni amministrative
La contea è a sua volta divisa in quattro ahupua'a, suddivisioni terrestri hawaiane tradizionali basate principalmente sugli spartiacque dei locali torrenti. Gli ahupua'a di Kalawao prendono il nome dai locali villaggi, e sono:

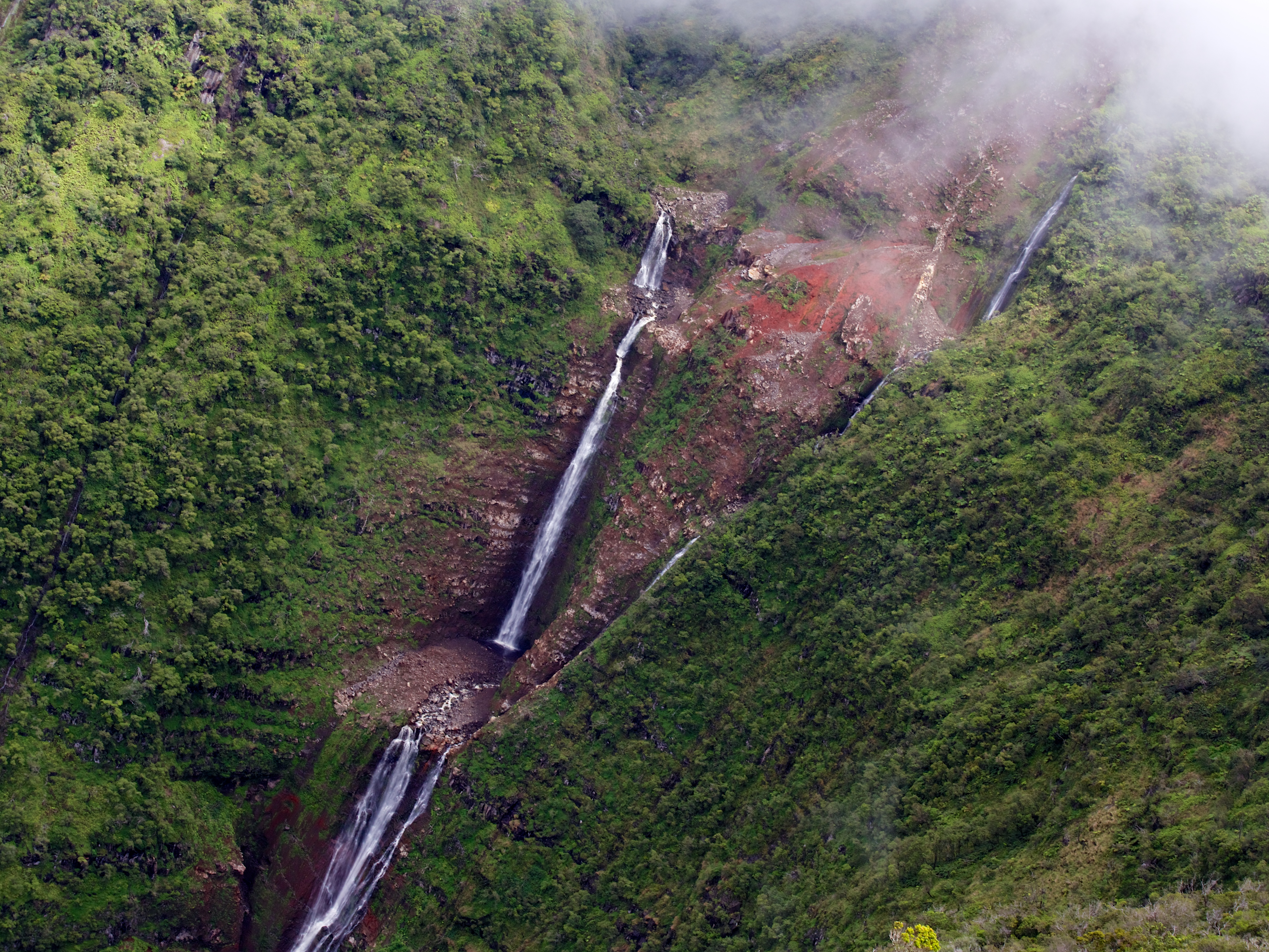
Veduta del torrente Waikolu e delle cascate che forma scendendo dalle montagne (Andrew K. Smith, 2014)

| Ahupua'a di Kalawao | Ubicazione                                                                                     |
| ------------------- | ---------------------------------------------------------------------------------------------- |
| Kalaupapa           | Parte occidentale della penisola, comprende il capoluogo omonimo della contea.                 |
| Makanalua           | Parte centrosettentrionale della penisola.                                                     |
| Kalawao             | Parte orientale della penisola e valle di Wai'ale'a.                                           |
| Waikolu             | Valle di Waikolu (unica parte della contea a non essere compresa nella penisola di Kalaupapa). |

## Economia

### Turismo
La principale attrattiva della contea è il Parco nazionale storico di Kalaupapa, dove sono visibili larghe aree di natura incontaminata e non antropizzata, con macchie di foresta pluviale. Nel parco sono presenti anche siti archeologici risalenti alla prima colonizzazione hawaiana. Un tempo interamente coltivata, nella zona l'agricoltura non fu più praticata dopo la fondazione del lebbrosario, e la penisola di Kalaupapa è adesso tornata ad essere per la maggior parte ricoperta di foreste, notevole esempio di rimboschimento solo in parte opera dell'uomo.
Gli accessi alla contea di Kalawao da parte di non residenti, siano per motivi turistici o privati, non sono comunque liberi, ma regolamentati dal governo statunitense, che deve prima approvarli. Non vi sono ammessi minori di 16 anni che non siano residenti, e il limite massimo di visitatori è di 100 giornalieri.

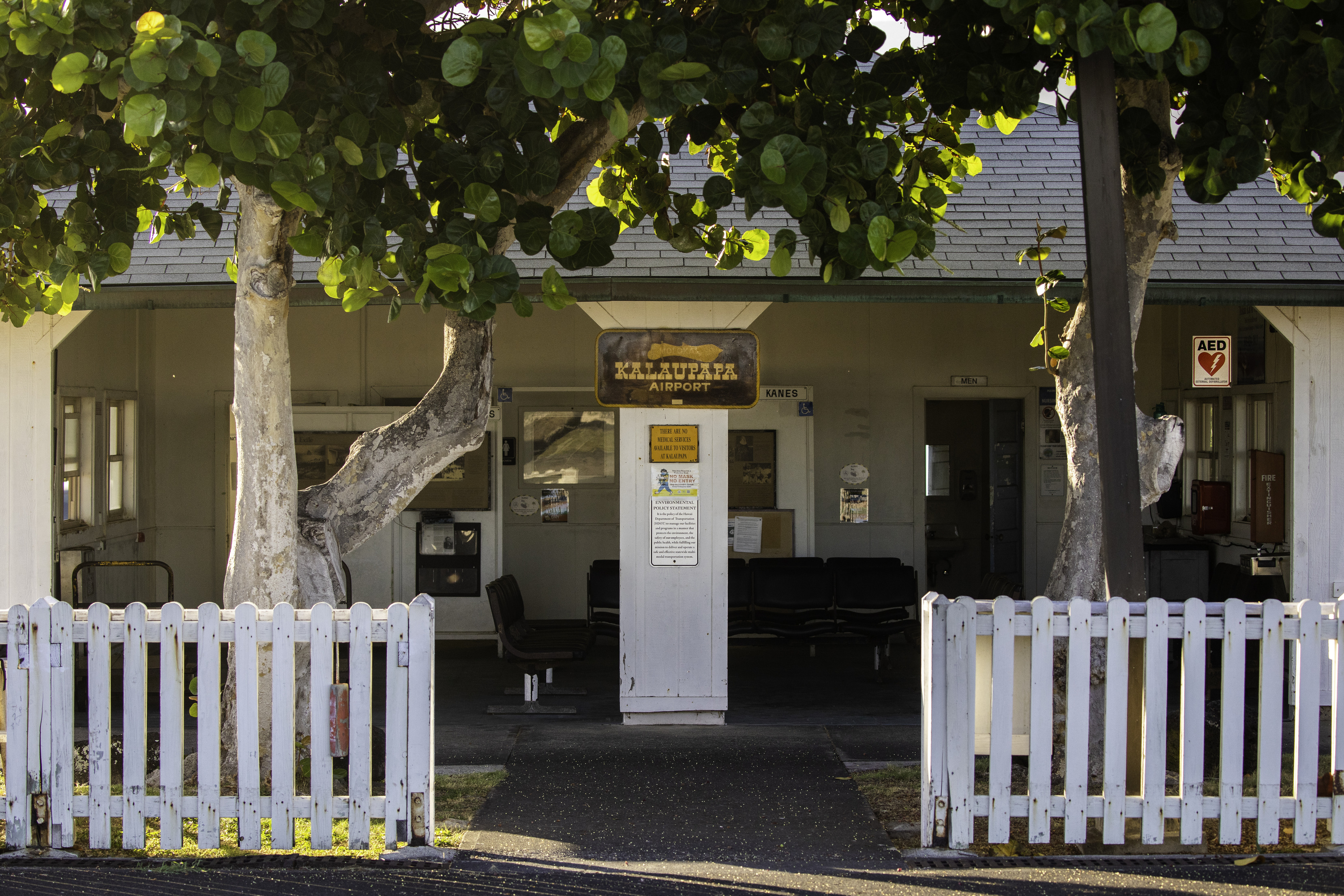
L'unico terminal esterno dell'aeroporto di Kalaupapa

## Infrastrutture e trasporti

### Vie di comunicazione
A Kalaupapa è presente un piccolo aeroporto, che permette di sbarcare nella contea ristretti gruppi di persone.
Kalawao non possiede strade asfaltate, né altri collegamenti diretti col resto dell'isola di Molokai, e ciò contribuisce al suo estremo isolamento. Gli unici modi di accedervi sono per via aerea, atterrando sul piccolo aeroporto di Kalaupapa, oppure via mare, imbarcandosi sulle chiatte che partono dal resto dell'isola; gli ingressi sono comunque a numero chiuso e permessi solo per limitati periodi dell'anno. Via terra è possibile accedere a Kalawao solo tramite alcuni sentieri, percorribili unicamente a piedi o a dorso di mulo, che si snodano per alcune miglia partendo dalla contea di Maui.

## Cultura
Durante il suo soggiorno nelle isole del Pacifico, lo scrittore Robert Louis Stevenson visitò anche la colonia di Kalawao poco dopo la morte di padre Damiano. Lo scrittore britannico rimase molto colpito dal luogo, definendo Kalaupapa «una terra di bellezza che nasce dal seno del dolore» in una poesia dedicata a madre Marianna Cope, che conobbe personalmente. Descrisse inoltre in dettaglio la sua esperienza a Kalawao nei suoi articoli sulle isole del Pacifico, lodando l'opera di padre Damiano e divenendone uno strenuo difensore, difendendola pubblicamente dalle critiche rivoltegli dalla stampa europea. Anche Jack London visitò Kalawao nel 1906, poco dopo la creazione della contea. Lo scrittore fu ispirato dall'esperienza e scrisse in proposito due racconti, I lebbrosi di Molokai e Koolau il lebbroso.
Sulla storia della contea di Kalawao, del lebbrosario e di padre Damiano sono stati realizzati i film Molokai, l'isola maledetta (1959) e Molokai: The Story of Father Damien (1999).

## Rilevanza
Spesso, data la particolare situazione di Kalawao, la contea viene ignorata durante la maggior parte delle iniziative statali, come raccolte di dati e ricerche di varia natura, tanto che è diffusa la nozione che le Hawaii abbiano quattro contee e non cinque, escludendo quindi Kalawao. Spesso i dati relativi alla contea di Kalawao vengono quindi incorporati in quelli relativi alla vicina contea di Maui.

### Annotazioni
1. ↑  Per un elenco esaustivo delle specie animali e vegetali presenti nella contea, vedere il catalogo stilato dal parco nazionale storico di Kalaupapa. Cfr. (EN) Parco nazionale storico di Kalaupapa, Animals, su nps.gov.
2. ↑  Makanalua ha un significato riconducibile a "fossa, tomba". Cfr. Greene 1985, p. 29.
3. ↑  Mark McCoy ipotizza che, data l'assenza di veri e propri manufatti antecedenti al XVII secolo, prima di tale data la penisola di Kalaupapa fosse sfruttata a soli fini agricoli e fosse in effetti disabitata. Cfr. McCoy 2005, pp. 348-349.
4. ↑  A corroborare questa ipotesi, in hawaiano non esiste un lemma specifico per "lebbra", mentre era ampiamente diffuso il termine ma'i pākē, "malattia cinese" (cfr. Binford 1936, p. 416 e Greene 1985, p. 11.), più tardi evoltosi in ma'i ho'okawale, "malattia della separazione" (Cfr. Edmond 2003, p. 136) e ma'i ho'okawale 'ohana, "malattia che separa le famiglie" (cfr. Greene 1985, p. 22).
5. ↑  Proprio per l'alta incidenza tra le famiglie nobili, la lebbra era anche detta ma'i ali'i, "malattia dei capi". Cfr. Greene 1985, p. 11.
6. ↑  È stato comunque ipotizzato che questi dati possano essere falsati, dato il considerevole numero di pazienti che riuscirono a nascondersi o a fuggire dalla contea eludendo la sorveglianza delle autorità. Cfr. Ufficio degli Affari Hawaiani 2015, p. 9.
7. ↑  Per spiegare la netta prevalenza di hawaiani tra i ricoverati di Kalawao va comunque notato come gli occidentali, in contatto con la lebbra ormai da millenni, avessero sviluppato anticorpi adeguati e che quindi la contagiosità tra di essi fosse piuttosto bassa se contrapposta agli hawaiani per cui invece la malattia era del tutto sconosciuta e che quindi non possedevano contro di essa difese immunitarie. Cfr. Edmond 2003, p. 136.

### Riferimenti
1. ↑  (EN) Ufficio del censimento degli Stati Uniti d'America, Kalawao County, Hawaii, su data.census.gov, 2020.
2. 1 2 3 4 5 6 7 8 9 10 11 12  (EN) Ken Jennings, The Surprising History of Kalaupapa, Hawaii, su cntraveler.com, 6 maggio 2013.
3. 1 2 3 4 5 6 7 8  Ufficio degli Affari Hawaiani 2015, p. 4.
4. 1 2 3 4  Greene 1985, p. 29.
5. 1 2 3 4 5 6 7  Ufficio degli Affari Hawaiani 2015, p. 1.
6. 1 2  Greene 1985, p. 25.
7. 1 2  Greene 1985, p. 26.
8. 1 2 3 4 5 6 7 8 9 10 11 12 13 14 15 16 17 18 19 20 21  (EN) Parco nazionale storico di Kalaupapa, A Brief History of Kalaupapa, su nps.gov, 19 dicembre 2022.
9. ↑  (EN) Mokapu Island, su edits.nationalmap.gov.
10. 1 2  Ufficio degli Affari Hawaiani 2015, p. 2.
11. ↑  Greene 1985, p. 30.
12. 1 2  (EN) Ufficio del censimento degli Stati Uniti d'America, Kalawao County, Hawaii, su data.census.gov. URL consultato il 13 settembre 2024.
13. 1 2 3 4 5 6  (EN) Kalawao County, HI Climate, su bestplaces.net.
14. 1 2 3 4 5 6 7 8 9 10 11 12 13  (EN) Parco nazionale storico di Kalaupapa, Ecosystems, su nps.gov.
15. 1 2  (EN) Parco nazionale storico di Kalaupapa, Lake Kauhakō overturning event, su nps.gov, 19 giugno 2017 (archiviato dall'url originale il 6 ottobre 2018).
16. 1 2 3  McCoy 2005, p. 348.
17. 1 2 3 4 5 6  Ufficio degli Affari Hawaiani 2015, p. 5.
18. 1 2  Greene 1985, p. 34.
19. 1 2  McCoy 2005, p. 349.
20. ↑  Greene 1985, p. 36.
21. ↑  McCoy 2005, pp. 349-351.
22. ↑  Greene 1985, p. 40.
23. ↑  Greene 1985, p. xxiv.
24. 1 2 3 4 5 6 7 8 9 10 11 12 13  (EN) Kalaupapa, su npshistory.com, 1º agosto 2024.
25. ↑  Greene 1985, p. 31.
26. 1 2 3 4  Ufficio degli Affari Hawaiani 2015, p. 6.
27. ↑  Greene 1985, pp. 41-43.
28. 1 2 3  Greene 1985, p. 11.
29. 1 2 3  Edmond 2003, p. 135.
30. 1 2  Binford 1936, p. 416.
31. 1 2  Greene 1985, p. 12.
32. 1 2  Greene 1985, p. 13.
33. ↑  Greene 1985, pp. 14-15.
34. 1 2 3 4 5 6 7 8 9 10 11 12  (EN) Alia Wong, When The Last Patient Dies, in The Atlantic, 27 maggio 2015.
35. 1 2  Binford 1936, p. 417.
36. ↑  McCoy 2005, p. 350.
37. 1 2 3 4  Edmond 2003, p. 136.
38. 1 2 3 4 5 6 7 8  Ufficio degli Affari Hawaiani 2015, p. 7.
39. ↑  Greene 1985, p. 16.
40. ↑  Greene 1985, pp. 130-131.
41. ↑  Greene 1985, p. 141.
42. 1 2 3 4 5 6  Ufficio degli Affari Hawaiani 2015, p. 9.
43. 1 2  Greene 1985, p. 22.
44. 1 2  Binford 1936, p. 418.
45. ↑  Greene 1985, p. xxvii.
46. ↑  Greene 1985, p. xxv, 166-173.
47. ↑  Greene 1985, p. xxvi.
48. ↑  Greene 1985, p. 248.
49. ↑  Ufficio degli Affari Hawaiani 2015, p. 3.
50. ↑  Binford 1936, p. 419.
51. 1 2 3  Edmond 2003, p. 137.
52. 1 2  Binford 1936, p. 422.
53. 1 2 3 4  Ufficio degli Affari Hawaiani 2015, p. 10.
54. 1 2  Greene 1985, pp. 526-527.
55. ↑  (EN) Nate Rawlings, Hawaii Official Killed in Plane Crash, su nation.time.com, 12 dicembre 2013.
56. 1 2  (EN) Stato delle Hawaii, House Bill 1113, su data.capitol.hawaii.gov, 2025.
57. 1 2  (EN) Jack Kiyonaga, Bill Plans for Future of Kalaupapa and Kalawao County, in Molokai Dispatch, 13 febbraio 2025.
58. 1 2  (EN) Brian Perry, Bills envision return of Kalaupapa to Maui County, in Maui News, 5 febbraio 2025.
59. 1 2  Greene 1985, p. 571.
60. ↑  Greene 1985, p. 579.
61. ↑  Greene 1985, pp. 572-575.
62. ↑  Greene 1985, p. 575.
63. ↑  Greene 1985, pp. 576-577.
64. 1 2  Greene 1985, p. 577.
65. 1 2 3 4  Greene 1985, p. 578.
66. ↑  Greene 1985, pp. 584-590.
67. ↑  Greene 1985, pp. 583-584.
68. ↑  Greene 1985, pp. 661-662.
69. ↑  Greene 1985, p. 41.
70. ↑  Ufficio degli Affari Hawaiani 2015, pp. 3 e 8.
71. ↑  (EN) An Extremely Detailed Map of the 2016 Election, in New York Times.
72. ↑  (EN) An Extremely Detailed Map of the 2020 Election, in New York Times.
73. 1 2  (EN) Governo delle Hawaii, Hawaii Precints (PDF), su elections.hawaii.gov,  pp. 143-144.
74. ↑  Greene 1985, pp. 37-39.
75. ↑  Greene 1985, p. 35.
76. 1 2 3  Ufficio degli Affari Hawaiani 2015, p. 8.
77. 1 2  Greene 1985, pp. 193-194.
78. ↑  (EN) Robert Louis Stevenson, To Mother Maryanne, in Roger C. Lewis (a cura di), The Collected Poems of Robert Louis Stevenson, Edimburgo, Università di Edimburgo, 2003,  p. 188, ISBN 0-7486-1557-1.
79. ↑  (EN) Robert Louis Stevenson, 10 - Melancholy Landing: Molokai, Hawaii, in Roger Robinson (a cura di), Robert Louis Stevenson - His Best Pacific Writing, St. Lucia, UQP, 2004,  pp. 70-81, ISBN 0-7022-3429-X.
80. ↑   Jack London, Racconti del Pacifico, Guanda, 2009, ISBN 9788823525344.
81. ↑  (ES, EN) Molokai, la isla maldita, su filmaffinity.com.
82. ↑  (EN) Molokai (1999), su allmovie.com.